# José María Soler García
José María Soler García (Villena, 30 de septiembre de 1905 — íd., 25 de agosto de 1996) fue un arqueólogo, historiador, investigador, lingüista y folclorista español. Es la persona que ha estudiado Villena y su comarca en mayor profundidad y en un mayor número de campos. 
Fundó el museo arqueológico de la ciudad, al que se dio el nombre de Museo Arqueológico "José María Soler" en su honor después de que descubriera el Tesorillo del Cabezo Redondo y el Tesoro de Villena. La Fundación municipal José María Soler, constituida tras su muerte, tiene como misión mantener su legado cultural y convoca cada año Premios de Investigación en varios niveles sobre la ciudad y área circundante.

## Biografía
Nació en 1905, hijo de un abogado villenense. En su juventud se distinguió por su participación en varias actividades culturales, escribió en la prensa local y fue director de un grupo teatral de aficionados. Ya entonces era popular en la ciudad por su cultura y conocimientos. Ingresó en Correos en 1917 en Madrid y en 1925 fue destinado en Villena. Durante esta época trabajaba repartiendo correo a lo largo del recorrido del VAY y pasaba largas horas en la biblioteca del casino de Cieza. En 1936 llegó a Jefe de Correos de Villena. 
Durante la guerra civil fue movilizado por el ejército republicano, aunque sólo realizó funciones postales. Al volver a Villena en 1939 se le desposeyó de su puesto en Correos y se le encarceló "por auxilio a la rebelión", aunque fue liberado al poco tiempo. Es entonces, durante los primeros años de la posguerra y con la ciudad dominada por una minoría triunfadora con la que estaba en desacuerdo, cuando se recluye en su domicilio y comienza sus primeras indagaciones históricas y arqueológicas. Para ganarse la vida, sin embargo, hubo de trabajar como profesor de una academia privada, y posteriormente como contable y jefe de oficina, entre otras pequeñas labores.
Además, fue cronista y archivero de Villena desde 1950 y también, desde este mismo año, comisario local de excavaciones arqueológicas. En 1957 fundó el museo arqueológico con los materiales que había ido recopilando desde 1940. Al descubrir, en 1963, primero el Tesorillo del Cabezo Redondo y luego el Tesoro de Villena, se le designó 'director perpetuo' del museo, que pasó a llamarse en su honor Museo Arqueológico "José María Soler". Siempre permaneció soltero y residió, junto a una hermana también soltera, en su misma casa natal. Ya desde la década de 1950 perteneció a diversos centros e instituciones provinciales y de ámbito regional de la Comunidad Valenciana. En 1970 recuperó de manera simbólica su puesto en Correos, dado que ya se había jubilado. Siguió investigando y publicando prácticamente hasta su muerte, que ocurrió en 1996. Sus restos reposan en el Panteón de Ilustres de Villena.

## Trayectoria personal

### Arqueología

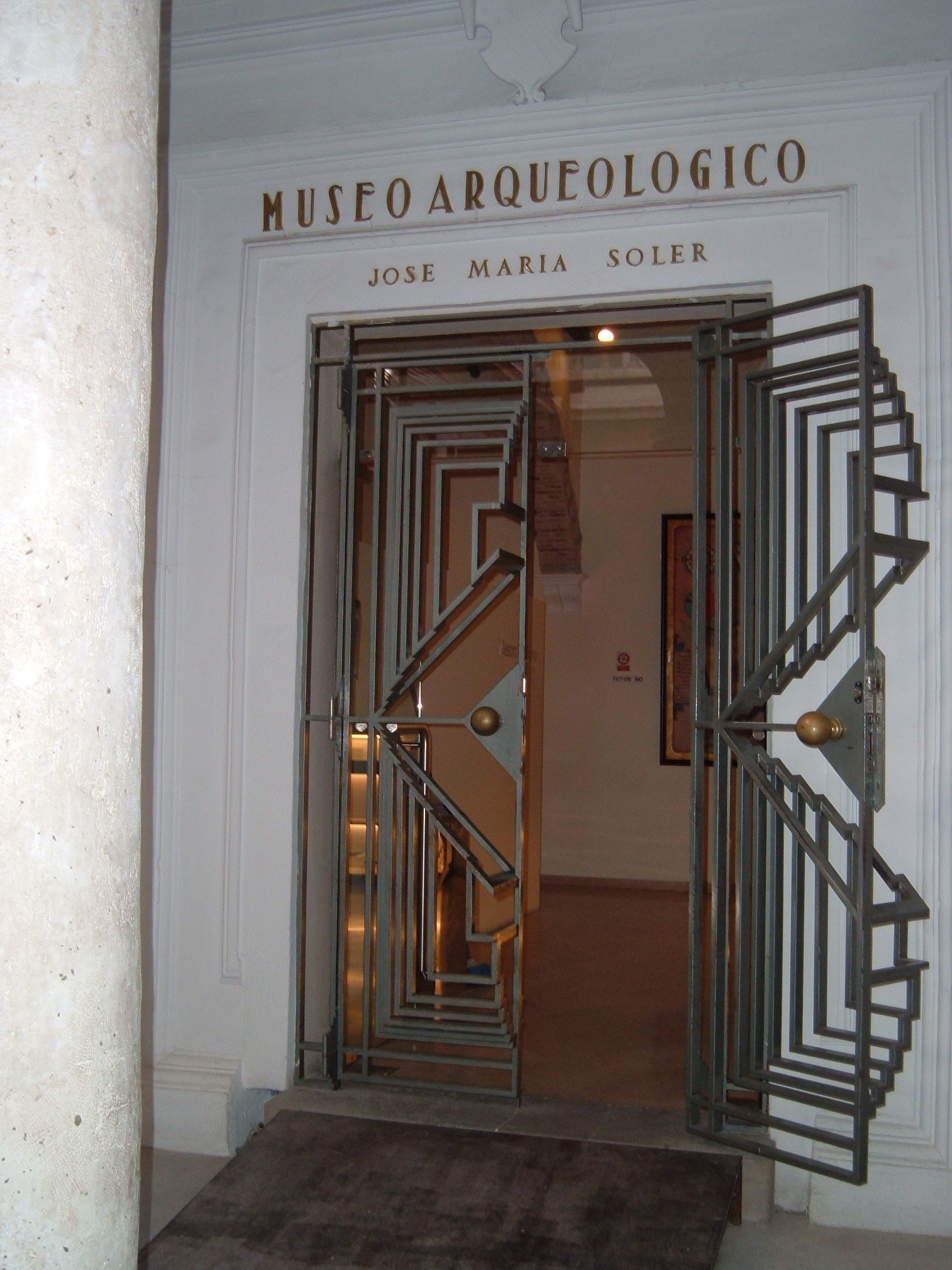
Entrada del Museo Arqueológico "José María Soler".

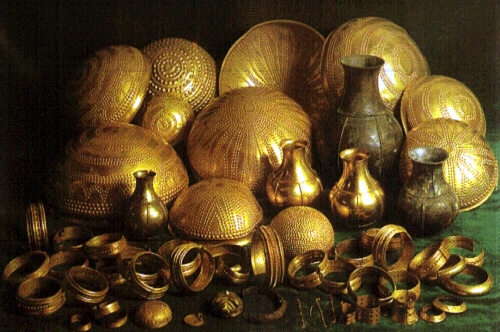
Conjunto del Tesoro de Villena.

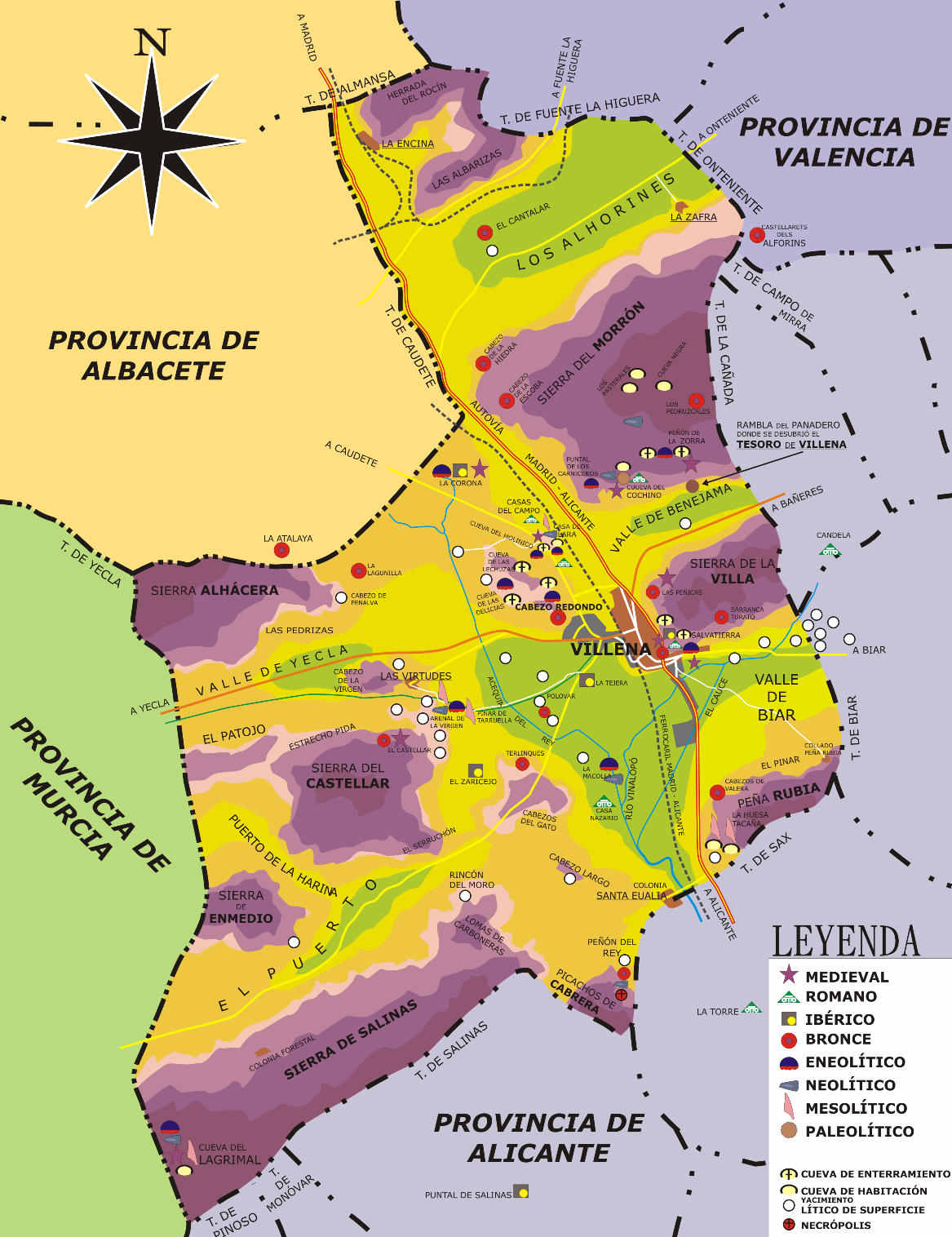
Mapa de los yacimientos arqueológicos del término de Villena, la mayoría de los cuales descubrió Soler.

En 1939, tras la guerra civil española, Soler dedicó la mayor parte de su actividad investigadora a la arqueología de la zona. Durante muchos años realizó una notable tarea de campo dedicada a la prospección de la comarca villenense, descubriendo poblados y yacimientos prehistóricos entre los que destacan el más antiguo, la Cueva del Cochino, un yacimiento de la época musteriense en el Paleolítico medio y el excepcional poblado de Bronce conocido como el Cabezo Redondo, cuyas singulares circunstancias le convierten en uno de los más importantes de esta época en España.
No menos de veinte yacimientos prehistóricos han sido descubiertos dentro de la comarca villenense por José María Soler y en ellos ha efectuado una meritoria labor de excavación y estudio, cuyos resultados tangibles pueden admirarse en el Museo Arqueológico. Allí se encuentran los abundantes materiales provenientes de los hallazgos y excavaciones realizados por él a través de una tarea ímproba llevada a cabo personalmente, con el esporádico auxilio de algún colaborador y prácticamente sin medios ni ayudas oficiales.
Su principal hallazgo fue el Tesoro de Villena, encontrado en 1963, y que, compuesto por 66 piezas, casi la totalidad de oro, constituye el tesoro de vajilla áurea más importante de España y el segundo de toda Europa, sólo superado por el de las Tumbas Reales de Micenas, Grecia.

### Publicaciones
Soler ha escrito varios libros acerca de sus trabajos arqueológicos, algunos otros de investigación histórica o folklórica e incluso un diccionario sobre las variantes dialectales del castellano en Villena. Además, ha pronunciado decenas de conferencias y ha escrito cientos de artículos en periódicos y revistas de muy variada índole, tanto a nivel local como regional y nacional. Sigue una lista de sus libros publicados:
- Arqueología
  - 1956. El yacimiento musteriense de "La Cueva del Cochino" (Villena-Alicante)
  - 1965. El tesoro de Villena
  - 1969. El oro de los tesoros de Villena
  - 1981. El Eneolítico en Villena
  - 1987. Excavaciones arqueológicas en el Cabezo Redondo (Villena, Alicante)
  - 1991. La Cueva del Lagrimal
  - 1993. Guía de los yacimientos y del Museo de Villena
- Historia
  - 1948. Crónica de las Fiestas de septiembre de 1948
  - 1969. La Relación de Villena de 1575
  - 1976. Villena: Prehistoria - Historia - Monumentos
  - 1981-1988. Historia de Villena
  - 1993. La colección numismática de José Mª Soler
  - 2006. Historia de Villena: desde la Prehistoria hasta el siglo XVIII (reed. 2009)
- Lingüística
  - 1993. Diccionario villenero (reed. 2005, 2016)
- Música y folklore
  - 1979. El Polifonista villenense Ambrosio Cotes
  - 1986. Cancionero popular de Villena (reed. 2005)[8]
- Tema vario
  - 1958. Bibliografía de Villena y su Partido Judicial
  - 1976. I Congreso Nacional de Fiestas de Moros y Cristianos
  - 1984. Soldadescas, Comparsas y Toros

## Condecoraciones
Entre otras de menor entidad, las distinciones más importantes que recibió son las siguientes:
- Premio de Musicología del CSIC, por el Cancionero popular de Villena (1949)[9]
- Medalla de Oro de Villena (18 de mayo de 1973)[4]
- Medalla de Bronce al mérito en las Bellas Artes (8 de mayo de 1980)[4]
- Premio Montaigne de la Fundación FvS de Hamburgo (1981)[10][11]
- Nombramiento como Doctor honoris causa por la Universidad de Alicante (1985)[10]
- Medalla de Oro de la Provincia de Alicante (1991)[10]

Además, el Ayuntamiento de Villena le dedicó una calle del centro en 1979.
También en Madrid, tiene una plaza con su nombre.